# Simione Tamanisau
Simione Tamanisau (Suva, 5 giugno 1982) è un calciatore e giocatore di calcio a 5 figiano di ruolo portiere.

## Carriera
Ha fatto parte della Nazionale maschile di calcio delle Figi per diversi anni.